# Andes concinnus
Andes concinnus är en insektsart som beskrevs av Van Stalle 1983. Andes concinnus ingår i släktet Andes och familjen kilstritar. Inga underarter finns listade i Catalogue of Life.